# Spoorlijn Trier Nord - Bullay Süd
De spoorlijn Trier Nord - Bullay Süd ook wel Moselbahn of Moseltalbahn genoemd, is een voormalige Duitse spoorlijn. Het traject tussen Trier en Bullay was als spoorlijn DB 9310 onder beheer van Moselbahn AG.
Niet te verwisselen met de Moselstrecke, een spoorlijn die voor het grootste deel aan de noordelijke zijde van de Moezel tussen Koblenz en Trier loopt.

## Geschiedenis
De Moselbahn AG werd in 1899 opgericht door een bankier en de Westdeutsche Eisenbahn-Gesellschaft in Köln.
Het traject werd tussen 1903 en 1905 geopend.
Deze en de opvolgers de Vereinigte Kleinbahnen AG en de Deutsche Eisenbahn-Gesellschaft en ook de Kleinbahn Philippsheim-Binsfeld deden de bedrijfsvoering van de Moselbahn.
Tussen 1961 en 1968 is het traject gesloten en vervolgens opgebroken.

## Treindiensten
De Moselbahn AG voerde tot 1964 de treindienst op dit traject.

## Aansluitingen
In de volgende plaatsen was er een aansluiting van de volgende spoorlijnen:

### Trier
- DB 3131 spoorlijn tussen Trier en Türkismühle

### Bullay
- DB 3010 spoorlijn tussen Koblenz en Perl